# 치풀라

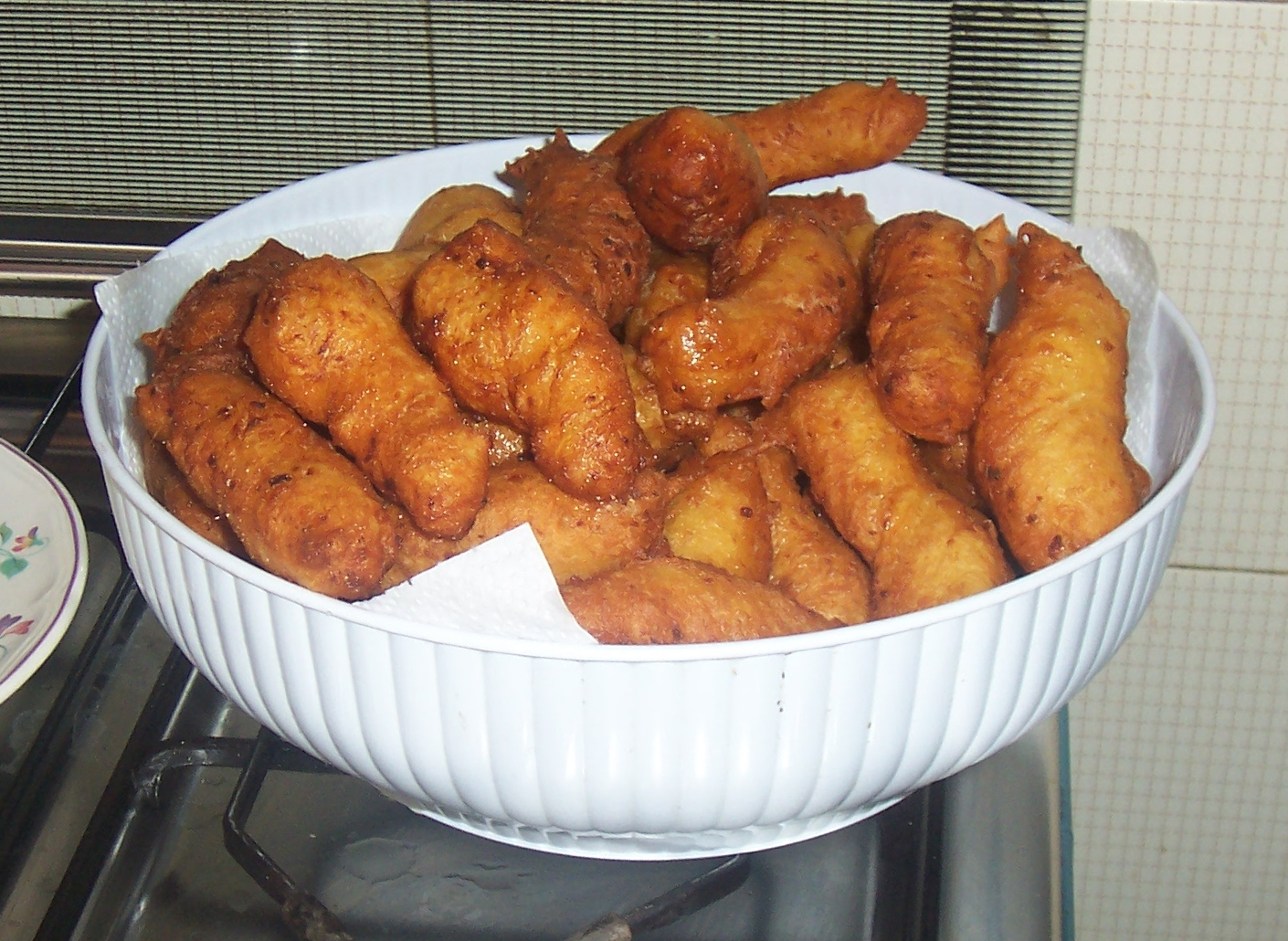
지풀리

치풀라(영어: Zippula, 복수형: 치풀리(Zippuli))는 이탈리아 요리의 일종으로 도우를 튀겨 만드는 것이다. 칼라브리아 주의 전통 요리로 감자와 멸치의 일종을 함께 튀긴다. 표기법은 zeplee 혹은 zippuile이다.
보통 파슬리를 첨가하여 도우를 만드는데 기름에 푹 튀기며 마리나라 소스를 찍어 먹는다. 감자와 소금, 베이킹파우더, 마늘 가루, 파르미자노 레자노 치즈, 달걀을 가지고 만든다. 토마토나 올리브를 곁들이기도 한다.

## 같이 보기
- 체폴라
- 반죽 튀김 목록